# Aktuálně.cz
Aktuálně.cz je on-line deník vycházející na českém internetu. Vydává jej společnost Economia, a.s. vlastněná podnikatelem Zdeňkem Bakalou. Aktuálně.cz vyšlo poprvé 1. listopadu 2005; pro portál Centrum.cz nahradilo starší zpravodajský server Lidovky.cz.

## Charakteristika
Deník sám sebe označuje jako první ryze internetové zpravodajské médium v České republice, který se neopírá o podporu žádného z tradičních médií z tisku, televize či rozhlasu. Od svého startu se rychle stal jedním z nejvlivnějších zpravodajských zdrojů v zemi. Deník je citován jinými médii v Česku (televize, rozhlas, tradiční tištěná média, internet) a je zmiňován i za hranicemi.
Redakční tým denně zveřejňuje na 100 zpráv (domácí a zahraniční události, ekonomika, kultura, sport, magazín).
Aktuálně.cz nabízí i původní nebo exkluzivní informace, analýzy a živé online přenosy z klíčových událostí v Česku i ve světě. V rámci komentářů a blogů zveřejňují své názory osobnosti české společnosti. Redakce navíc disponuje vlastními týmy pro grafiku, foto a video které rovněž vytvářejí původní obsah.
Tým Aktuálně.cz získal několik Novinářských cen. Například v roce 2020 bodoval v kategorii Nejlepší komentář Daniel Anýž. Cenu za solutions journalism získal projekt Nejsi sám o zvyšujícím se počtu sebevražd u mužů. A Novinářskou křepelkou ocenili porotci redaktora Aktuálně.cz Lukáše Valáška za sérii článků mapujících čínský vliv v Česku. V roce 2021 získal Lukáš Valášek společně s redaktorkou Hospodářských novin Adélou Jelínkovou novinářskou cenu v kategorii nejlepší analyticko-investigativní příspěvek za sérii o podezřelých obchodech v Lánech. V roce 2022 uspěl tehdejší šéfredaktor Aktuálně.cz Josef Pazderka sérií komentářů o dění v Rusku. V roce 2023 si pak cenu za Solutions Journalism - žurnalistiku zaměřenou na řešení - odnesly Dominika Hromková a Michaela Endrštová za téma nasazení mentorů, kteří pomáhají mladým učitelům.
V roce 2024 získal Novinářskou cenu v kategorii Inovativní žurnalistika projekt Aktuálně.cz My a dezinformace.
V únoru 2023 vznikl v rámci Aktuálně.cz videopořad Spotlight moderátorek Světlany Witowské a Lindy Bartošové. Šéfdramaturgem pořadu je Pavel Švec, dramaturgyní Eliška Dokulilová. Spotlight se rychle zařadil mezi nejúspěšnější rozhovorové formáty v Česku. Za rok 2023 vzniklo přes 200 epizod, které zaznamenaly dohromady více než 20 milionů přehrání (NTS).[zdroj?]
Šéfredaktorem deníku byl od září 2022 do 31. března 2023 Jan Nevyhoštěný. Od 1. dubna 2023 do konce roku 2024 byl šéfredaktorem Pavel Švec.

## Ocenění
- Internetový projekt roku 2006 – Křišťálová Lupa (hlavní internetové ocenění v ČR, cena odborné poroty)[14]
- V roce 2010 společnost získala v soutěži Křišťálová Lupa 3. místo v kategorii Média – všeobecná[15]
- Novinářská cena (několik ocenění v různých letech)[16]